# Crocidura kivuana
Crocidura kivuana — вид ссавців родини Soricidae. Це ендемік Демократичної Республіки Конго. Його природне місце проживання — болота.